# L'Étonnant M. Williams
Pour plus de détails, voir Fiche technique et Distribution.
L'Étonnant M. Williams (The Amazing Mr. Williams) est un film américain en noir et blanc de Alexander Hall, sorti en 1939.

## Synopsis
Kenny Williams est un jeune lieutenant de police de la brigade des homicides fiancé à Maxine. Il est tellement passionné par son métier que même à la veille de son mariage, il se retrouve à résoudre trois affaires mystérieuses, dont l'une l'oblige à se faire passer pour une femme.

## Fiche technique
- Titre : L'Étonnant M. Williams
- Titre original : The Amazing Mr. Williams
- Réalisation : Alexander Hall
- Scénario : Dwight Taylor, Sy Bartlett, Richard Maibaum
- Production : Everett Riskin
- Société de production et de Distribution : Columbia Pictures
- Musique : Felix Mills
- Photographie : Arthur L. Todd
- Montage : Viola Lawrence
- Costumes : Robert Kalloch
- Pays d'origine : États-Unis
- Langue d'origine : anglais
- Format : noir & blanc - Aspect Ratio: 1.37:1 - Son : Mono (Western Electric Noiseless Recording)
- Genre : Comédie loufoque
Comédie policière
- Durée : 80 min
- Dates de sortie : 
  - États-Unis : 22 novembre 1939
  - France : 2 mai 1945
- Affiche : Roger Rojac (France)

## Distribution
- Melvyn Douglas : Kenny Williams
- Joan Blondell : Maxine Carroll
- Clarence Kolb : capitaine McGovern
- Ruth Donnelly : Effie
- Edward Brophy : Buck Moseby (crédité Edward S. Brophy)
- Donald MacBride : lieutenant Bixler
- Don Beddoe : Deever
- Jonathan Hale : le maire
- John Wray : Stanley

## Source
- L’Étonnant Monsieur Williams et l'affiche française du film, sur EncycloCiné